# يوري كولهوف
يوري كولهوف (بالهولندية: Jurrie Koolhof)‏ (10 يناير 1960 في هولندا - ) هو مدرب كرة قدم ولاعب كرة قدم هولندي في مركز الهجوم. شارك مع منتخب هولندا لكرة القدم. أما مع النوادي، فقد لعب مع دي غرافشاب وفيتيسه آرنهم ونادي آيندهوفن ونادي غرونينغن ونادي فيندام.

## وصلات خارجية
- يوري كولهوف على موقع قاعدة بيانات كرة القدم.إي يو (الإنجليزية)
- يوري كولهوف على موقع ناشيونال فوتبول تيمز (الإنجليزية)